# Alberto Folchi
Alberto Enrico Folchi (Roma, 17 giugno 1897 – Grottaferrata, 24 settembre 1977) è stato un politico italiano, Ministro del turismo e dello spettacolo dal 1960 al 1963.

## Biografia
Figlio di Pio Folchi ed Emma Alibrandi Cruciani, nacque in una famiglia di antiche origini nobiliari (tra gli antenati sono annoverati l'architetto Clemente e il medico Giacomo), con una tradizione di stretti legami con la Santa Sede e il mondo cattolico. Il padre, come capo dell'Unione romana, fu tra gli artefici della riconquista del Comune di Roma da parte delle forze clerico-moderate dopo l'amministrazione comunale di Ernesto Nathan. Allievo degli scolopi al collegio Nazareno, si è laureato in giurisprudenza nel 1917 con una tesi su "II diritto internazionale e la guerra commerciale sottomarina" e partecipò alla prima guerra mondiale, meritandosi una medaglia di bronzo al valor militare.
Nel primo dopoguerra decise di impegnarsi in politica e nel 1919 s'iscrisse al Partito Popolare Italiano, aderendo alle più avanzate istanze del movimento cattolico. Fu al fianco di Giovanni Gronchi e Achille Grandi nella Confederazione italiana dei lavoratori (CIL) e in seno alla sezione romana del partito popolare fu tra i giovani della combattiva sinistra ispirata da Giovanni Miglioli.
Durante il regime fascista si dedicò all'insegnamento, facendo il docente universitario di diritto coloniale all'Università di Roma, alla professione forense prima di prendere parte, come ufficiale in servizio di stato maggiore, alla seconda guerra mondiale. Impegnato sul fronte albanese ottenne un'altra medaglia di bronzo al valor militare e fu quindi richiamato a Roma presso il comando supremo, dove gli venne affidato il compito di stendere il bollettino di guerra. Dopo l'8 settembre 1943 offrì rifugio presso la propria abitazione al colonnello Giuseppe Cordero Lanza di Montezemolo, animatore ed organizzatore della Resistenza a Roma.
Dopo la Liberazione riprese in pieno l'attività politica nelle file della Democrazia Cristiana (DC), schierandosi sulle posizioni della sinistra interna che faceva capo a Gronchi e che a Roma faceva riferimento al quindicinale Politica d'oggi, di cui era redattore. Gli esponenti di questa tendenza facevano della questione istituzionale il punto di distinzione rispetto ai degasperiani, essendo fermamente convinti "che l'affermazione dei repubblicani sui monarchici fosse la condizione assoluta per rafforzare il regime democratico", ma alle elezioni politiche del 1948 che si dimostrò compatto con la DC quando dovettero fronteggiare il Blocco del popolo e Folchi, segretario del comitato romano del partito nel 1948-1949, diede il suo contributo al successo a Roma.
A novembre 1952 entra a far parte del Consiglio nazionale della DC e l'anno successivo, alle politiche del 1953, venne eletto per la prima volta alla Camera dei deputati, tra le sue liste nella circoscrizione Roma, per la quale fu confermato alle elezioni del 1958 e del 1963. Nel corso della II legislatura ha fatto parte della Commissione Esteri, dov'è stato relatore al bilancio degli Esteri per l'esercizio 1953/54, mentre nel gruppo parlamentare democristiano si coagulò in seno alla fronda di deputati gronchiani, che spesso agivano in opposizione all'indirizzo della segreteria del loro partito.
Il 6 settembre 1955 Folchi venne nominato sottosegretario di Stato al Ministero degli affari esteri nel primo governo Segni, venendo confermato nell'incarico nei successivi governi Zoli, Fanfani II e Segni II e rimanendo in carico fino al 25 marzo 1960. Durante il suo mandato sostenne una politica estera italiana attenta alle relazioni con gli Stati arabi, ma sempre coerente con l'opzione occidentale ed europeista, non esitando a dissociarsi dal governo quando nel 1958 l'allora presidente del Consiglio Amintore Fanfani sembrò privilegiare la ricerca di buoni rapporti con l'Egitto del filo-sovietico Nasser piuttosto che con la Tunisia del filo-occidentale Habib Burghiba. Inoltre è stato relatore al Consiglio nazionale della DC sulla ratifica dei trattati di Roma (1957).
Il 25 marzo 1960 venne nominato sottosegretario di Stato alla Presidenza del Consiglio dei ministri con le funzioni di Segretario del Consiglio dei ministri nel breve governo Tambroni, mentre il 26 luglio divenne ministro del turismo e dello spettacolo nel terzo governo Fanfani, venendo confermato in tale dicastero nei successivi governi Fanfani IV e Leone I e rimanendo in carico fino al 4 dicembre 1963, dove presiedette la prima conferenza mondiale del turismo (Roma 1963) e in quello stesso anno presentò il piano quinquennale per lo sviluppo del turismo e l'ammodernamento delle strutture alberghiere.
Dopo aver concluso, nel 1968, la sua esperienza parlamentare, fu vicepresidente del Credito italiano e del Credito Fondiario.

## Sinossi degli incarichi di Governo
| Incarico | Mandato                           | Governo             |
| --- | --------------------------------- | ------------------- |
| Sottosegretario di Stato al Ministero degli affari esteri                                                                    | 9 luglio 1955 – 20 maggio 1957    | Governo Segni I     |
| Sottosegretario di Stato al Ministero degli affari esteri                                                                    | 23 maggio 1957 – 2 luglio 1958    | Governo Zoli        |
| Sottosegretario di Stato al Ministero degli affari esteri                                                                    | 3 luglio 1958 – 16 febbraio 1959  | Governo Fanfani II  |
| Sottosegretario di Stato al Ministero degli affari esteri                                                                    | 19 febbraio 1959 – 26 marzo 1960  | Governo Segni II    |
| Sottosegretario di Stato alla Presidenza del Consiglio dei ministri con le funzioni di Segretario del Consiglio dei ministri | 26 marzo 1960 – 27 luglio 1960    | Governo Tambroni    |
| Ministro del turismo e dello spettacolo                                                                                      | 27 luglio 1960 – 22 febbraio 1962 | Governo Fanfani III |
| Ministro del turismo e dello spettacolo                                                                                      | 22 febbraio 1962 – 22 giugno 1963 | Governo Fanfani IV  |
| Ministro del turismo e dello spettacolo                                                                                      | 22 giugno 1963 – 5 dicembre 1963  | Governo Leone I     |